# L'Étrange Aventure de l'ingénieur Lebel
Pour l’article homonyme, voir Kiss of Death.
Pour plus de détails, voir Fiche technique et Distribution.
L'Étrange Aventure de l'ingénieur Lebel (Dödkyssen) est un film de procès muet suédois, réalisé par Victor Sjöström, sorti en 1916.

## Synopsis
Au cours d'un procès, plusieurs témoins d'un crime viennent témoigner à la barre pour donner chacun une version différente des faits, illustrée par des flashbacks....

## Fiche technique
- Titre : L'Étrange aventure de l'ingénieur Lebel
- Titre original : Dödkyssen
- Réalisation : Victor Sjöström
- Scénario : A.V. Samsjo, Sam Ask et Victor Sjöström
- Photographie : Julius Jaenzon
- Société de production : Svenska Biografteatern AB
- Pays d'origine : Suède
- Format : Noir et blanc - Film muet
- Genre : Policier
- Longueur : 1 500 mètres
- Date de sortie : 
  - Suède : 25 août 1916

## Distribution
- Victor Sjöström : Weyler / Lebel
- Albin Lavén : Dr Monro
- Mathias Taube : Docteur Adell
- Wanda Rothgardt
- Jenny Tchernichin : Anna Harper